# Fiona MacDonald
Fiona MacDonald, z domu Brown (ur. 9 grudnia 1974 w Paisley) – szkocka curlerka, złota medalistka Zimowych Igrzysk Olimpijskich 2002 w Salt Lake City, gdzie grała w drużynie skipowanej przez Rhonę Martin.

## Życiorys
W 1993 roku MacDonald zdobyła złoty medal na mistrzostwach świata juniorów. Jest byłą żoną curlera Ewana MacDonalda.
W 2002 roku zakończyła karierę sportową, by skupić się na karierze zawodowej.

## Drużyny
- Podczas Mistrzostw Świata Juniorów 1993: Kirsty Hay, Gillian Barr, Joanna Pegg, Louise Wilkie, Fiona Brown[6]
- Podczas Zimowych Igrzysk Olimpijskich 2002: Rhona Martin, Fiona MacDonald, Janice Rankin, Debbie Knox, Margaret Morton[7]

## Odznaczenia
- Za osiągnięcia sportowe została w 2002 roku uhonorowana Orderem Imperium Brytyjskiego w stopniu Kawalera[8][9].